# 科利早熟禾
科利早熟禾（学名：Poa kolymensis）为禾本科早熟禾属下的一个种。